# 太炯哲
太 炯哲（太亨徹、テ・ヒョンチョル、朝鮮語: 태형철、1953年 - ）は、朝鮮民主主義人民共和国の政治家。朝鮮労働党中央委員会政治局員。最高人民会議常任委員会副委員長、同委員会書記長、金日成総合大学総長、高等教育相、社会科学院長などを歴任した。抗日パルチザンで朝鮮人民軍大将の太炳烈は父親。

## 経歴
1953年に平壌直轄市で生まれた。金日成総合大学卒業。1977年に社会科学院研究員に就任した。副院長を経て、1997年に院長に就任した。1998年に最高人民会議第10期代議員に選出され、最高人民会議常任委員会委員となった。
2010年には朝鮮労働党中央委員会委員候補に選出された。2012年には最高人民会議常任委員会書記長に選出された。2013年には金日成総合大学総長、高等教育相に任命された。2015年には朝鮮モンゴル親善議員団団長としてモンゴルを訪問した。2016年には党中央委員会委員に昇格し、2019年4月10日に行われた党中央委員会第7期第4回総会で党中央委員会政治局員に補選された。翌日の4月11日に行われた最高人民会議第14期第1回会議で常任委員会副委員長に選出されたが、金日成総合大学総長、高等教育相を解任された。後任は崔相建。
2021年1月5日から開催された朝鮮労働党第8次大会で党中央委員会委員に再選されたが、1月10日に開催された党中央委員会第8期第1回総会で党中央委員会政治局員候補に降格。同年6月18日に開催された党中央委員会第8期第3回総会で党中央委員会政治局員に補選された。同年9月29日に開催された最高人民会議第14期第5回会議にて、最高人民会議常任委員会副委員長から召還された。

## 人物
2016年に韓国に亡命した太永浩駐イギリス北朝鮮公使の兄であると報道されたが、誤報だったことが分かった。

## 参考サイト
- 북한정보포털

| 先代成自立 | 高等教育相2013年 - 2019年 | 次代崔相建 |

| 先代成自立 | 金日成総合大学総長2013年 - 2019年 | 次代崔相建 |

| 先代辺永立 | 最高人民会議常任委員会書記長2012年 - 2013年 | 次代洪仙玉 |

| 先代 | 社会科学院院長1997年 - 2012年 | 次代李恵貞 |